# Kai Nielsen (beeldhouwer)
Kai Nielsen (Svendborg, 26 november 1882 - Frederiksberg, 2 november 1924) was een Deense beeldhouwer.

## Leven en werk
Nielsen volgde tot 1901 aanvankelijk een opleiding tot huisschilder en bezocht de technische school. In 1901 ging hij naar Kopenhagen en studeerde tot 1906 beeldhouwkunst aan Det Kongelige Danske Kunstakademie. Hij sloot zijn studie af in 1912. Zijn werk is sterk beïnvloed door de werken van Auguste Rodin en Constantin Meunier, die hij in de Ny Carlsberg Glyptotek bestudeerde. Zijn bekendste werk is Vandmoderen uit 1918/20, dat zich sinds 1921 bevindt in de wintertuin van de Glyptotek.
Nielsen overleed in 1924 en ligt begraven op Vestre Kirkegård.

## Werken (selectie)
- The Blind Girl (1907), Ny Carlsberg Glyptotek in Kopenhagen
- The Marble Girl (1908), Statens Museum for Kunst in Kopenhagen
- Venus kallipygos (1909), Museum Ordrupgaard
- Buste van Thorvald Bindesbøl (1909/10), H.C. Andersen Boulevard in Kopenhagen
- Ymerbrønden - fontein (1913), Fåborg Museum in Faaborg
- Standbeeld Mads Rasmussen (1912/14), Fåborg Museum
- Lille Leda (1913), Ordrupgaard
- Figuren Blågards Plads (1912/16), 22-delige beeldengroep, die evenzovele beroepen uitbeeldt als deel van het ommuurde plein (Blågårds Plads) in Kopenhagen - in samenwerking met de architect Ivar Bentsen, die in 1914 een villa/atelier ontwierp voor Nielsen in Kopenhagen-Ordrup
- Moderglæde (1917), Ordrupgaard
- Leda uden svanen (1918), Ny Carlsberg Glyptotek
- Ursus med tyren (1918), Palads Teatret in Kopenhagen
- Zeus og Io (1918/20), beeldenpark van het Henie Onstad kunstsenter bij Oslo en in de Aarhus Universitet
- Adam og den vågnende Eva (1918/21)[1], Fyns Kunstmuseum
- Vandmoderen (1919/21), Ny Carlsberg Glyptotek en in het beeldenpark van het Henie Onstad kunstsenter
- Venus med æblet (in 1929 in brons gegoten), Enghave Plads in Kopenhagen en in museum Ordrupgaard

## Fotogalerij

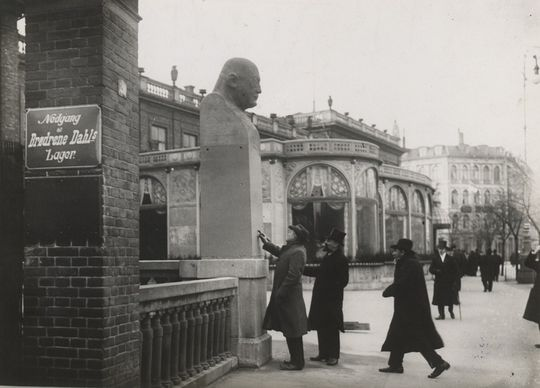
Kai Nielsen (1915) met de buste van Th. Bindesbøl
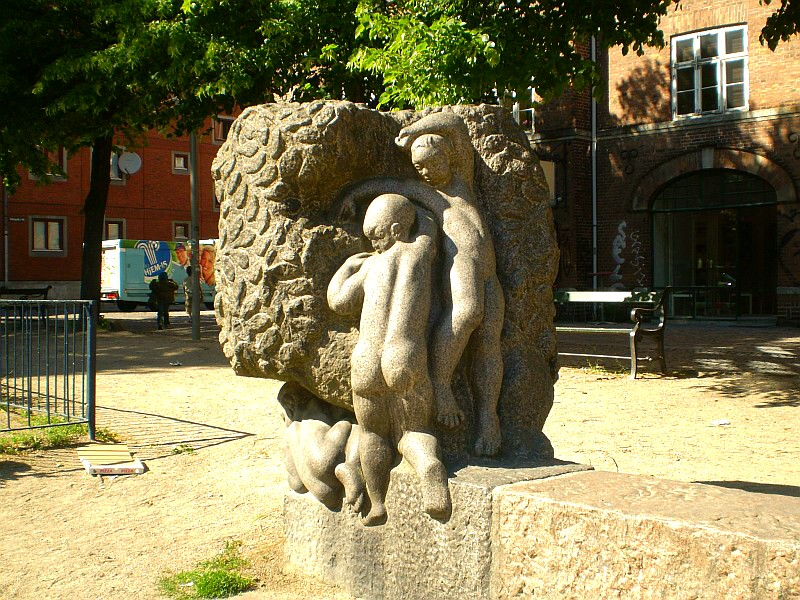
Een van de 22 beelden rond de Blågårds Plads
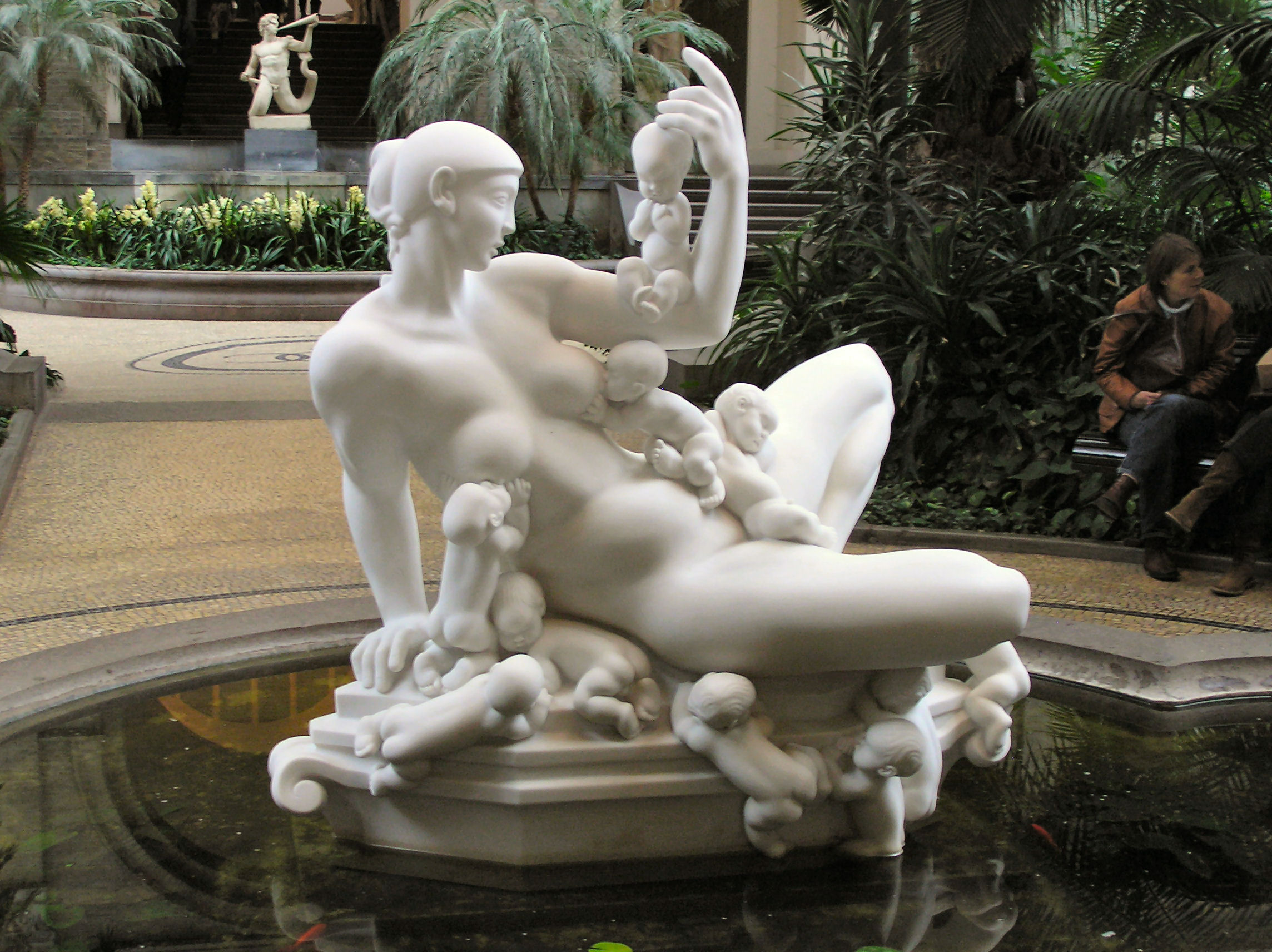
Vandmoderen, Ny Carlsberg Glyptotek
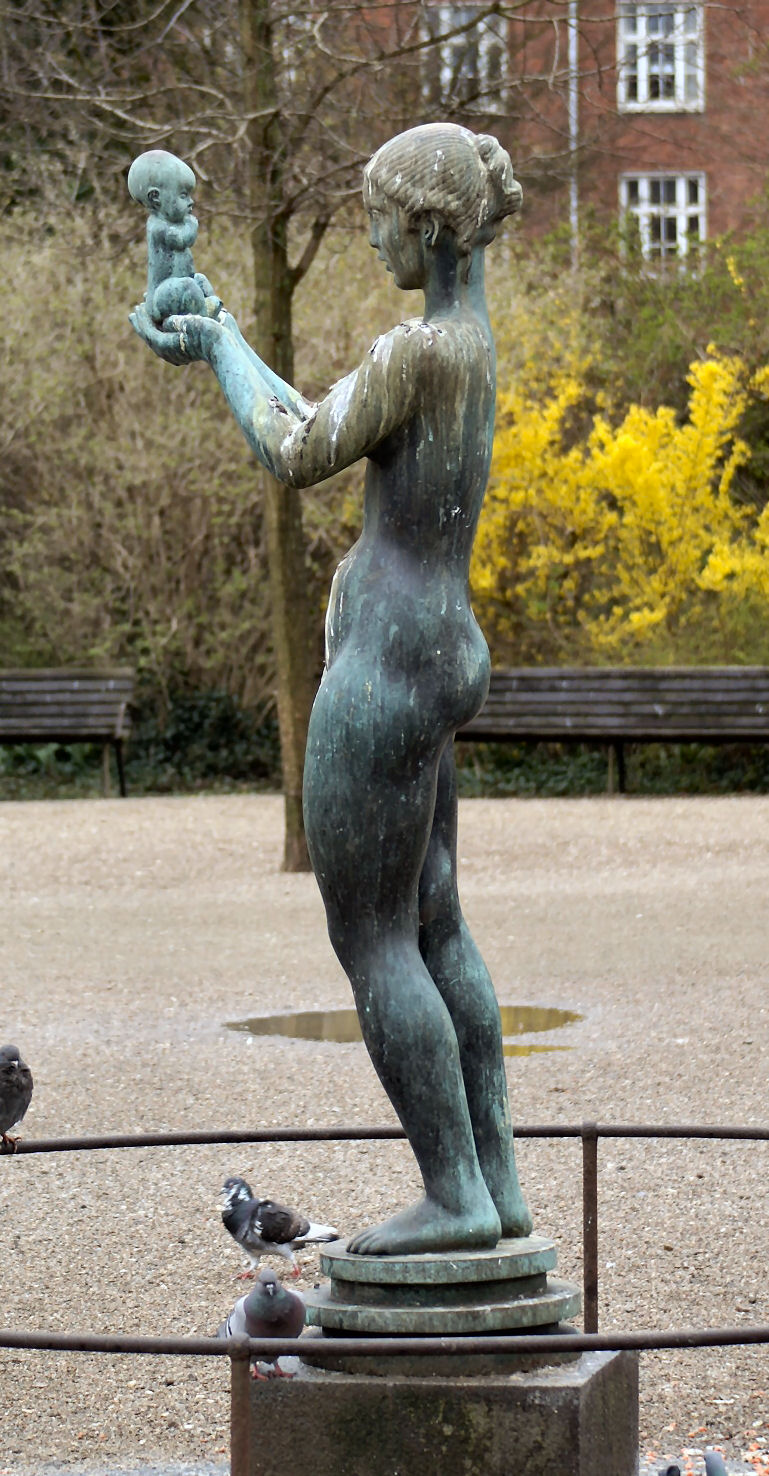
Venus med æblet, Enghave Plads, Kopenhagen

- Bibsys: 90544284
- Bibliothèque nationale de France: cb12490939h (data)
- Gemeinsame Normdatei: 119074508
- International Standard Name Identifier: 0000 0000 6678 737X
- KulturNav: 1ba9c7a4-9b39-45f0-bf62-9dcd576f8a58
- Library of Congress Control Number: n83145891
- RKD-Nederlands Instituut voor Kunstgeschiedenis: 59474
- LIBRIS: 298950
- Système universitaire de documentation: 034119124
- Union List of Artist Names: 500109872
- Virtual International Authority File: 72196265
- WorldCat: E39PBJmy3rdgmCJQKrkgRJrjG3